# Sancti-Spíritus (Badajoz)
Sancti-Spíritus je španělská obec situovaná v provincii Badajoz (autonomní společenství Extremadura).

## Poloha
Obec je vzdálena 127 km od Méridy a 186 km od města Badajoz. Patří do okresu La Siberia a soudního okresu Herrera del Duque.

## Historie
V roce 1834 se obec stává součástí soudního okresu Puebla de Alcocer. V roce 1842 čítala obec 146 usedlostí a 646 obyvatel.

## Odkazy

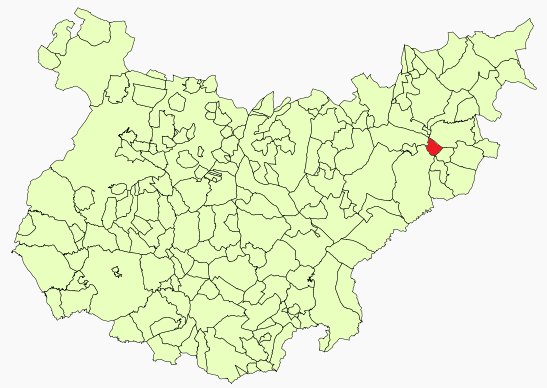
Poloha obce v provincii Badajoz

## Demografie
| Populace obce Sancti-Spíritus z let (1842–2010) | Populace obce Sancti-Spíritus z let (1842–2010) | Populace obce Sancti-Spíritus z let (1842–2010) | Populace obce Sancti-Spíritus z let (1842–2010) | Populace obce Sancti-Spíritus z let (1842–2010) | Populace obce Sancti-Spíritus z let (1842–2010) | Populace obce Sancti-Spíritus z let (1842–2010) | Populace obce Sancti-Spíritus z let (1842–2010) | Populace obce Sancti-Spíritus z let (1842–2010) | Populace obce Sancti-Spíritus z let (1842–2010) | Populace obce Sancti-Spíritus z let (1842–2010) | Populace obce Sancti-Spíritus z let (1842–2010) | Populace obce Sancti-Spíritus z let (1842–2010) | Populace obce Sancti-Spíritus z let (1842–2010) | Populace obce Sancti-Spíritus z let (1842–2010) | Populace obce Sancti-Spíritus z let (1842–2010) | Populace obce Sancti-Spíritus z let (1842–2010) | Populace obce Sancti-Spíritus z let (1842–2010) |
| ----------------------------------------------- | ----------------------------------------------- | ----------------------------------------------- | ----------------------------------------------- | ----------------------------------------------- | ----------------------------------------------- | ----------------------------------------------- | ----------------------------------------------- | ----------------------------------------------- | ----------------------------------------------- | ----------------------------------------------- | ----------------------------------------------- | ----------------------------------------------- | ----------------------------------------------- | ----------------------------------------------- | ----------------------------------------------- | ----------------------------------------------- | ----------------------------------------------- |
| 1842                                            | 1857                                            | 1860                                            | 1877                                            | 1887                                            | 1897                                            | 1900                                            | 1910                                            | 1920                                            | 1930                                            | 1940                                            | 1950                                            | 1960                                            | 1970                                            | 1981                                            | 1991                                            | 2001                                            | 2010                                            |
| 646                                             | 836                                             | 939                                             | 842                                             | 878                                             | 902                                             | 912                                             | 1 002                                           | 934                                             | 985                                             | 918                                             | 915                                             | 885                                             | 591                                             | 488                                             | 389                                             | 274                                             | 240                                             |